# Histoire de l'empire colonial français pendant la Seconde Guerre mondiale

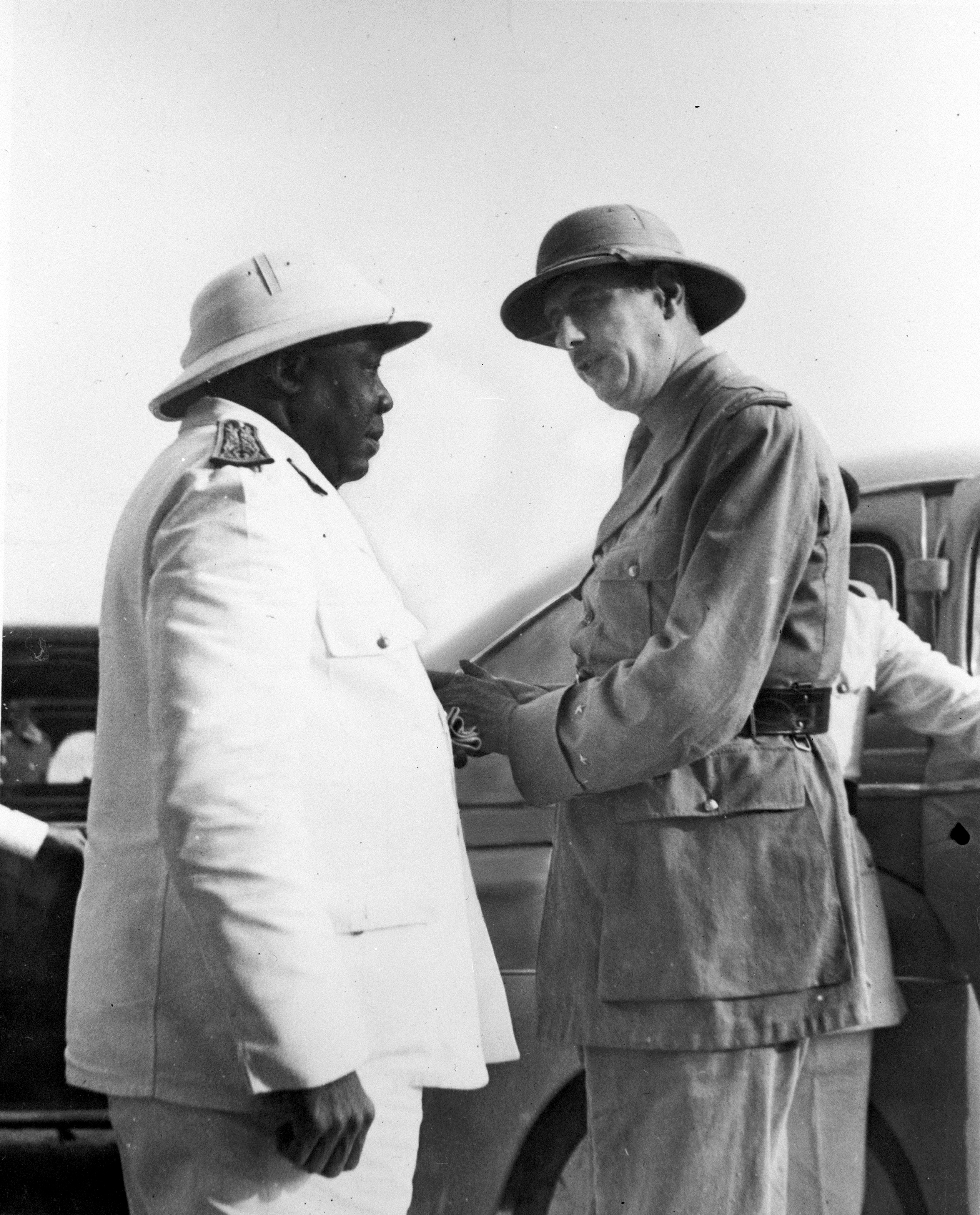
Le gouverneur Félix Éboué accueille Charles de Gaulle au Tchad en 1940.

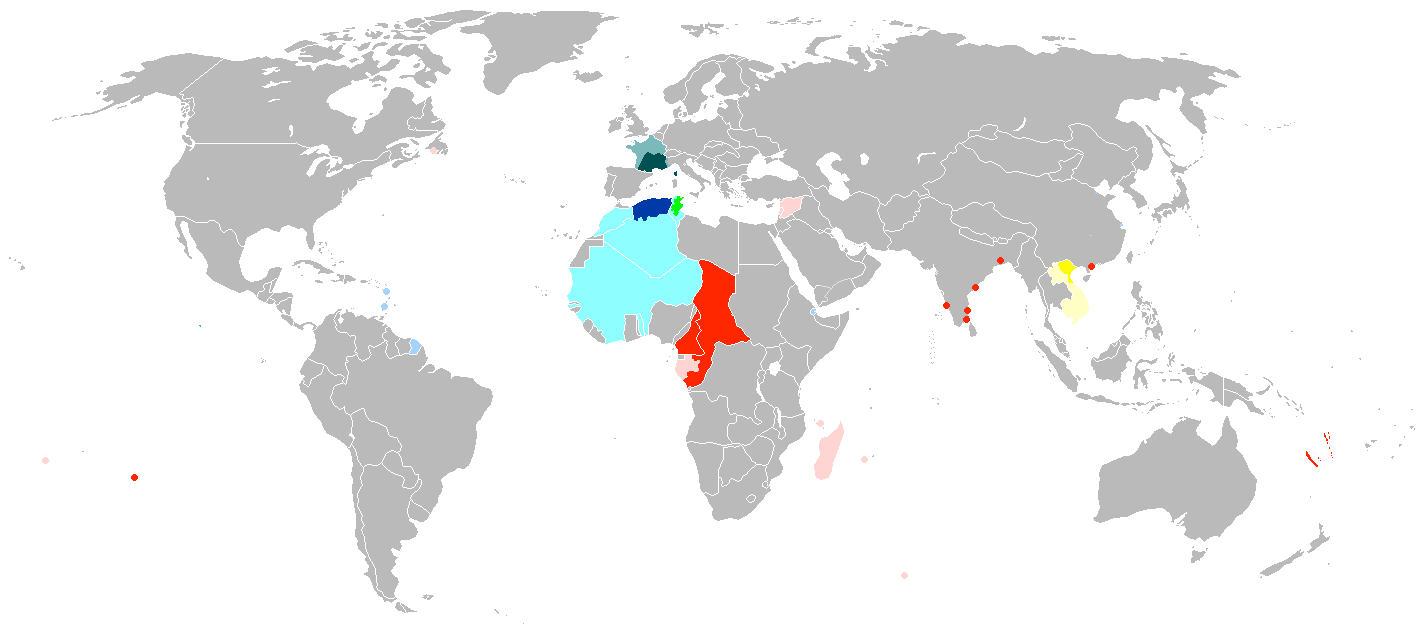
Carte des changements de souveraineté des territoires de l'empire colonial français de 1940 à 1944.

L’empire colonial français a connu, durant la période 1940-1945 de la Seconde Guerre mondiale, une situation évolutive et contrastée. À l'issue de la bataille de France, la métropole a été occupée par l'Allemagne nazie et l'Italie. Selon l'armistice du 22 juin 1940, les divers territoires du second espace colonial français, incluant l'actuelle France d'outre-mer, restaient sous la souveraineté du nouveau gouvernement de Vichy. À de rares exceptions près, comme le Protectorat français de Tunisie à partir de la fin 1942, les territoires de l'Empire français n'ont pas été occupés par la Wehrmacht. Dès l'été 1940, des colonies et des territoires d'outre-mer commencent à se rallier à la France libre. Des réseaux de résistance se mettent également en place, notamment en Algérie française. À la mi-1943, l'intégralité du territoire colonial et d'outre-mer a basculé dans le camp de la France libre , à l'exception de quelques possessions asiatiques, dont la principale est l'Indochine française. Ce dernier territoire occupe une place particulière, étant concerné par les visées de l'empire du Japon.

## L'Empire français, de la défaite de 1940 à 1942
Le 29 mai 1940, le président du conseil Paul Reynaud écrit au général en chef Maxime Weygand :

« Je vous demande de bien vouloir étudier la mise en état de défense d'un réduit national autour d'un port de guerre nous permettant d'utiliser la liberté des mers et notamment de communiquer avec nos Alliés. Ce réduit national devra être aménagé et approvisionné notamment en explosifs comme une véritable forteresse. Ainsi le gouvernement resterait fixé dans la métropole et continuerait la guerre en utilisant nos forces navales et notre aviation qui seraient envoyées en Afrique du Nord. J'ajoute que mon intention est de lever deux classes et de les envoyer en Afrique du Nord pour les faire contribuer à sa défense avec des armes achetées à l'étranger »

En fait, Paul Reynaud ne donne pas suite à son intention et il présente sa démission le 16 juin 1940. Son successeur Philippe Pétain, suivant les conseils de Weygand, demande un armistice le lendemain de sa nomination. L'Armistice du 22 juin 1940 prévoit qu'une zone dans le Sud de la France ne soit pas occupée par l'armée allemande et que l'empire colonial français qui reste sous l'autorité du gouvernement français ne soit pas non plus occupé par les Allemands.
Le choix d'Hitler de laisser à la France vaincue son empire peut paraître aujourd'hui tout à fait surprenant. À l'époque, dans une lettre au Duce, Hitler a justifié ce choix (ainsi que celui de maintenir une zone non occupée), par le souci de ne pas pousser la France et sa puissante flotte à continuer la guerre à partir de ses colonies.
Dans son appel du 18 Juin, Charles de Gaulle renouvelle le souhait de Paul Reynaud de continuer la guerre à partir de l'empire : « […] La France n'est pas seule […] Elle a un vaste empire. Elle peut continuer à faire bloc avec l'Empire britannique qui tient la mer et continue la lutte […] ».
Dès lors, l'Empire français sera le principal terrain d'affrontement entre le gouvernement de Vichy et la France libre de De Gaulle, mais certaines colonies, très éloignées de la métropole vivront une tranche d'histoire à un autre rythme que la France de Vichy.

### L'Afrique française du Nord (AFN) sous administration vichyste
En Algérie française, la nouvelle de la capitulation française désoriente l'opinion, qui accueille le discours du maréchal Pétain avec un certain malaise. Des secteurs de l'opinion lui sont cependant immédiatement favorables : les quotidiens L'Écho d'Oran et La Dépêche algérienne sont parmi les premiers à prôner le ralliement à Pétain. Le général Noguès, commandant en chef du théâtre d'opération d'Afrique du Nord et, depuis 1936, résident général au Protectorat du Maroc, fait censurer l'appel du 18 Juin du général de Gaulle, qu'il juge « inconvenant »:36-39.
L'amiral Jean-Pierre Esteva, homme de confiance du maréchal Pétain, est nommé en juillet 1940 au poste de résident général pour le Protectorat de Tunisie. L'amiral Jean-Marie Charles Abrial, nommé, également en juillet 1940, gouverneur général de l'Algérie, arrive le 1er août. Son cabinet, composé de marins, est dirigé par son gendre et compte davantage de proches que de véritables connaisseurs des réalités algériennes. L'équipe Abrial s'attache à rationaliser l'administration, en refondant l'organigramme du gouvernement général en dix directions, écartant au passage certains hauts fonctionnaires appartenant à la franc-maçonnerie:47-51. L'application des premières lois relatives aux étrangers et restreignant les conditions d'accès aux emplois publics pour les personnes d'origine étrangère touche l'Algérie comme la métropole. Parmi les fonctionnaires, environ 5 % des enseignants en Algérie sont inquiétés du fait de cette loi. Les lois contre la franc-maçonnerie touchent un certain nombre de hauts fonctionnaires, écartés de leurs fonctions:68-71.
Le décret Crémieux est abrogé le 7 octobre 1940 par Marcel Peyrouton, ministre de l'Intérieur de Vichy et ancien secrétaire général du Gouvernement général à Alger. Cette abrogation, qui se conjugue avec l'application du statut des juifs, prive la communauté juive d'Algérie de sa nationalité française, avec quelques exceptions pour les anciens combattants décorés et les individus reconnus comme ayant rendu des services au pays. Les Juifs d'Algérie sont désormais placés dans une situation d'infériorité légale par rapport aux Musulmans, qui peuvent toujours demander la naturalisation à titre individuel:73-74,.
Les mesures antisémites sont par ailleurs applicables aux « pays de protectorat ». En Tunisie, Esteva édicte un statut particulier, distinct de celui de Vichy mais également discriminatoire, pour les 69 500 Juifs du pays. Un décret, signé par le bey de Tunis Ahmed II le 30 novembre, les exclut de la fonction publique et des professions touchant à la presse, à la radio, au théâtre et au cinéma, en permettant toutefois la publication d’un « Journal israélite de Tunisie ». Un numerus clausus est appliqué aux professions libérales. L’accès à l’enseignement secondaire leur est limité,. Au Maroc, par contre, l'application des lois discriminatoires est limitée par Noguès. Le résident général demande cependant au sultan Mohammed V d'étendre le statut des Juifs aux sujets marocains, mais ce dernier refuse. Le sultan, qui affiche par ailleurs une fidélité parfaite au gouvernement de Pétain, refuse en outre tout contact personnel et direct avec l'Italie et l'Allemagne. Des consulats de ces deux pays ayant cependant été ouverts pour contrôler l'application des conditions d'armistice, les autorités du protectorat s'attachent à dissimuler des armements et à camoufler des effectifs militaires marocains, les faisant passer pour des policiers. Plusieurs centaines de Juifs européens se réfugient par ailleurs au Maroc, dans l'espoir de transiter vers l'Amérique du Nord : ils font l'objet de relégation dans des camps de transit, voire parfois dans des centres d'internement gardés par des militaires.
L'équipe Abrial s'attache à refondre les institutions locales de l'Algérie, mettant en place des conseils de notables nommés. Les pouvoirs des conseils généraux sont suspendus et transférés aux préfets. Les équipes dirigeantes des municipalités sont également renouvelées, à hauteur de 30 % environ, pour être remplacées par des administrations nommées. Les institutions locales sont ainsi mises sous un contrôle étroit:82-92. La création des Chantiers de la jeunesse française, qui s'implantent également en AFN, participent de cette volonté d'encadrement de la société, à commencer par la « régénération » de sa jeunesse. La Légion française des combattants, implantée en AFN dès l'automne 1940, constitue un puissant relais d'opinion au service du nouveau régime, et connaît un afflux de membres, comprenant en juin 1941 plus de 107 000 membres, 64 000 européens et 43 000 musulmans:198, 206, 299.

#### L'administration Weygand
Le 5 septembre 1940, le général Maxime Weygand est nommé Délégué général du gouvernement en Afrique française. Le 4 octobre, il devient également commandant en chef des forces françaises en Afrique. Attaché à protéger l'Empire, Weygand considère en outre qu'après l'attaque britannique sur Mers el-Kébir, la France « se trouve de fait en état d'hostilité » avec le Royaume-Uni. La Délégation générale dirigée par Weygand, qui s'installe à Alger début octobre 1940, est composée d'un état-major et d'un secrétariat général confié au fonctionnaire colonial Yves Châtel, précédemment en poste en Indochine française. Weygand, opposé à « la propagande du traître de Gaulle », définit une doctrine militaire consistant à assurer la défense « contre quiconque » des possessions africaines de la France. Sans condamner ouvertement la politique de collaboration menée par Pétain, le Délégué général déconseille au gouvernement de faire en Afrique des concessions à l'Allemagne et à l'Italie, afin de ne pas affaiblir l'autorité de la puissance impériale. S'il refuse tout contact avec la France libre, Weygand couvre par contre de son autorité des camouflages d'armement par l'Armée d'Afrique. Les États-Unis étant alors neutres, Weygand entretient des contacts avec le diplomate américain Robert Murphy : un mémorandum (dit « accords Murphy-Weygand ») est signé le 26 février 1941, par lequel les États-Unis s'engagent à contribuer au ravitaillement de l'Afrique française du Nord, en contrôlant que les produits ne soient pas exportés vers la métropole. Des vice-consuls américains sont installés. Les Allemands et les partisans de la collaboration sont méfiants vis-à-vis de Weygand, qu'ils soupçonnent de préparer des actions de résistance. Cependant, si le Délégué général demeure hostile à l'Allemagne en privé, il tend surtout à imposer l'attentisme, y compris à des officiers français qui souhaiteraient préparer plus activement la revanche:100-109.
L'économie et la société de l'AFN, et tout particulièrement celles de l'Algérie, sont touchées par l'interdiction de l'émigration vers la métropole des travailleurs immigrés, et par la pénurie de nombreuses denrées, à laquelle l'équipe Weygand tente de parer. Les populations indigènes donnent des signes de mécontentement : le 25 janvier 1941, 570 soldats se mutinent dans le quartier de Maison-Carrée à Alger, un évènement que Weygand attribue en partie à l'action du Parti du peuple algérien de Messali Hadj, et à la propagande allemande. L'Allemagne nazie mène en effet des opérations de séduction envers le monde musulman, et diffuse des émissions de radio en langue arabe : au début 1941, Younès Bahri, speaker irakien de Radio-Berlin, promet que l'Allemagne apportera la liberté aux Algériens. Une partie de l'opinion musulmane n'est pas insensible à ces efforts de propagande. Dans une moindre mesure, l'Italie et l'Espagne mènent des actions de propagandes revendiquant le Constantinois et l'Oranie:110-114, 144-145.
En juillet 1941, Weygand obtient de l'amiral Darlan le rappel d'Abrial, et assume lui-même la fonction de gouverneur général de l'Algérie, tout en conservant celui de délégué général pour l'ensemble de l'Afrique. Yves Châtel occupe la nouvelle fonction de gouverneur général adjoint, tandis qu'un proche de Darlan, l'amiral Fenard, devient secrétaire général. L'administration de Weygand se signale en Algérie par une volonté réformatrice, s'attachant à développer les services juridiques et sociaux, à industrialiser les départements, et à développer l'agriculture pour la rendre capable de subvenir aux besoins des populations locales:110, 116-118.
Concernant la mise en œuvre de l'antisémitisme d'État, l'Algérie est le seul des trois pays de l'AFN à céder aux demandes de Xavier Vallat, en mettant en place un service spécial pour le règlement de la question juive, chargé de veiller à l'application du statut des Juifs:132.
En mai 1941, Weygand proteste contre la signature par Darlan des protocoles de Paris, qui prévoient notamment d'autoriser l'Allemagne à utiliser les aérodromes français au Levant ainsi que le port de Dakar, et à s'appuyer les ressources logistiques et en armement de l'AFN. Convoqué à Vichy en juin, il expose ses vues au gouvernement, arguant que ces concessions ne pourraient que provoquer une « crise morale », et compromettre la doctrine de défense de l'Afrique « contre quiconque ». Darlan semble tout d'abord accepter les positions de Weygand mais, dès l'été, use de l'appui des Allemands pour obtenir la disgrâce du Délégué général. Rappelé à Vichy, Weygand se voit notifier le 18 novembre sa disgrâce. Il est mis à la retraite deux jours plus tard et se voit interdire de rentrer en Algérie pour y faire ses adieux. Son appel à assurer la continuité de l'administration est cependant entendu, et son ancienne équipe assure la succession. Yves Châtel assume le poste de gouverneur général. Le secrétariat général permanent, innovation conçue par l'équipe Weygand pour centraliser la gestion des ressources de l'Afrique française, est maintenu. Le général Alphonse Juin, nommé en septembre 1941 à la tête des troupes françaises au Protectorat du Maroc, succède à Weygand au commandement de l'armée en Afrique du Nord, et maintient la ligne de la « défense contre quiconque », souhaitant avant tout temporiser. Murphy, jugeant Juin trop proche de Vichy, s'abstient jusqu'en octobre 1942 de tout contact avec lui:135-140, 144-145, 153-156.

#### Répression politique et tension sociale
Le gouvernement de Vichy s'attache à renforcer son contrôle sur la société nord-africaine : au printemps 1942, le ministre de l'intérieur Pierre Pucheu réalise une grande tournée en AFN. La propagande vichyste se renforce tout au long de la période 1940-1942, avec une influence croissante des collaborationnistes. La section presse et propagande du gouvernement général de l'Algérie est, à partir du début 1942, dirigée par Paul Guitard, ancien membre du Parti communiste français et du Parti populaire français de Jacques Doriot. L'organisation de la propagande sociale est également confiée en mai 1942 à un doriotiste, Georges Guilbaud. À partir de juin 1942, des travailleurs algériens, principalement musulmans, commencent d'être envoyés en Allemagne. L'attrait des salaires, dans la situation de misère existant notamment en Kabylie, entraîne 10 000 actes de volontariat en quinze jours:156-159, 166-162.
La répression policière et judiciaire se fait de plus en plus sensible en Algérie, à partir de l'été 1941. Un tribunal militaire permanent est créé à Alger, en vertu de la loi du 14 août « réprimant l'activité communiste ou anarchiste ». Le 9 février 1942 commence à Alger le « procès des 61 », concernant les dirigeants du Parti communiste clandestin, arrêtés pour la plupart dans le courant de l'année 1941. Six condamnations à mort et neuf peines de travaux forcés à perpétuité sont prononcées, de lourdes peines frappant la majorité des autres inculpés (quelques-uns étant acquittés):160-161.
Le contexte de la guerre, avec notamment l'occupation par l'Allemagne des principales régions de production textile, ainsi que l'insuffisance des stocks locaux, provoque bientôt en Afrique du nord une pénurie de textiles. La pénurie touche également les produits alimentaires, et, en 1942, entraîne en Algérie de véritables situations de disette, qui touchent en particulier les populations musulmanes, et contribuent à une tension accrue entre communautés:176-185.

#### Prisons et camps d'internement en Algérie
Créés dès le printemps 1939 pour gérer l'afflux de réfugiés espagnols fuyant la guerre civile dans leur pays, les camps d'internement ont été ensuite élargis aux étrangers « ressortissant des territoires appartenant à l'ennemi ». Les camps d'Algérie accueillent dès juin 1940 communistes, indépendantistes musulmans, et réfugiés « indésirables » venus d'Europe centrale ou d'Espagne. Après la capitulation française, les camps sont utilisés pour y transférer depuis la métropole d'autres catégories de populations, comme les communistes et les Juifs étrangers. L'Afrique française du Nord retrouve alors son rôle de terre de proscription, où sont éloignés condamnés et « indésirables ». En janvier 1941, le gouvernement de Vichy décide du transfert dans les camps sud algériens des « militants extrémistes les plus dangereux ». En juin, 600 Français ont été dirigés vers l'Algérie, ainsi que 300 ressortissants étrangers (Allemands, Autrichiens, et quelques anciens combattants des Brigades internationales). Dès mai 1942, le capacités d'accueil des prisons d'Alger ou de Lambèse sont saturées. Certains prisonniers sont détenus en dehors de tout jugement, notamment les populations « indésirables » versées dans des camps de travail baptisés Groupement de travailleurs étrangers. Des « Centres de séjour surveillés » sont également mis en place pour y placer les « nationaux dangereux pour la sécurité publique » et les « étrangers indésirables ». Les internés politiques, relégués dans le sud algérien, sont soumis à des conditions de vie particulièrement dures. En cumulant les détenus des différentes structures d'internement, entre sept et dix mille personnes auraient été emprisonnées en Algérie française, du fait de leurs convictions ou de leurs origines:76-81, 346-349.

### Ralliement à la France libre d'une partie des colonies françaises

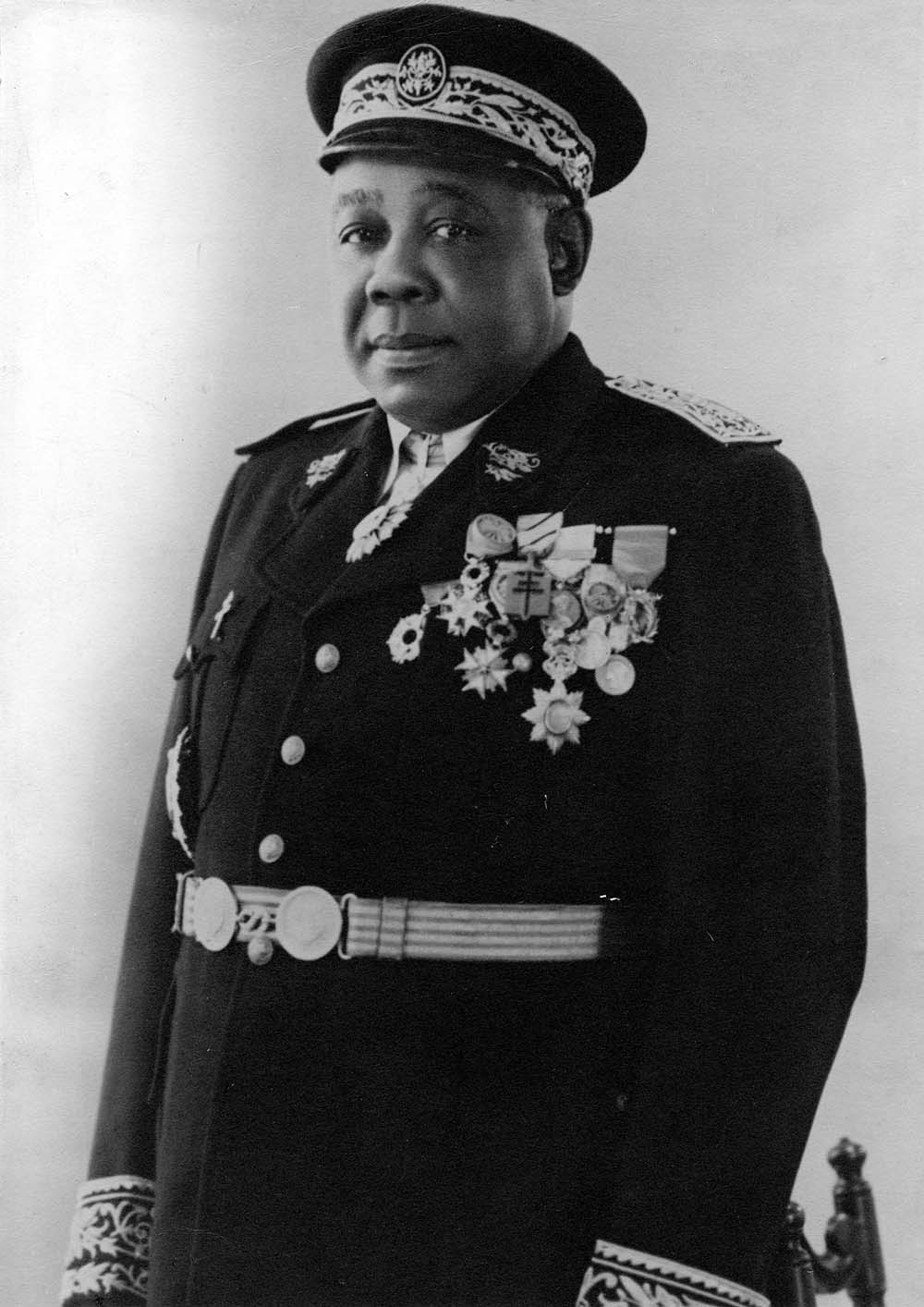
Félix Éboué.

À la suite de l'appel du 18 Juin 1940 du général de Gaulle, la quasi-totalité des gouverneurs de l'empire colonial vont demeurer fidèles au gouvernement de Vichy et seuls quelques territoires secondaires se rallient rapidement à la France libre. L'Inde française est le premier territoire à rallier sous la direction du gouverneur Bonvin, aiguillonné par un ultimatum britannique,, puis les dépendances insulaires du Pacifique : les Nouvelles-Hébrides, la Polynésie française et la Nouvelle-Calédonie. Le Tchad (dont le gouverneur Félix Éboué proclame le 26 août le ralliement), le Cameroun français (le gouverneur Richard Brunot se rallie dès l'arrivée du colonel Leclerc à Douala) et l'Oubangui-Chari suivent en Afrique et forment le début de l'Afrique française libre. Le général Husson, gouverneur pétainiste du Congo français, est arrêté et remplacé à Brazzaville par Edgard de Larminat:27. À la fin de l'été 1940, l'essentiel de l'Afrique-Équatoriale française (AEF) est passée dans le camp de la France libre, à l'exception du Gabon, dont le gouverneur, Masson, annonce son ralliement avant de se dédire:28. Le 27 octobre 1940, par le manifeste de Brazzaville, de Gaulle proclame la création de l'organe de commandement de la France libre, sous le nom de Conseil de défense de l'Empire. Les Forces françaises libres investissent le Gabon en novembre 1940, complétant l'Afrique française libre.
Dans le Pacifique, Wallis-et-Futuna est ralliée en mai 1942 par les forces françaises libres, avant que la marine américaine installe une base sur l'île de Wallis. Les possessions françaises d'Océanie serviront ensuite de base aux opérations alliées durant la guerre du Pacifique. En Amérique, la Guyane française ne se rallie qu'en mars 1943.

### Prise de contrôle d'autres colonies et territoires sous mandat par les Alliés

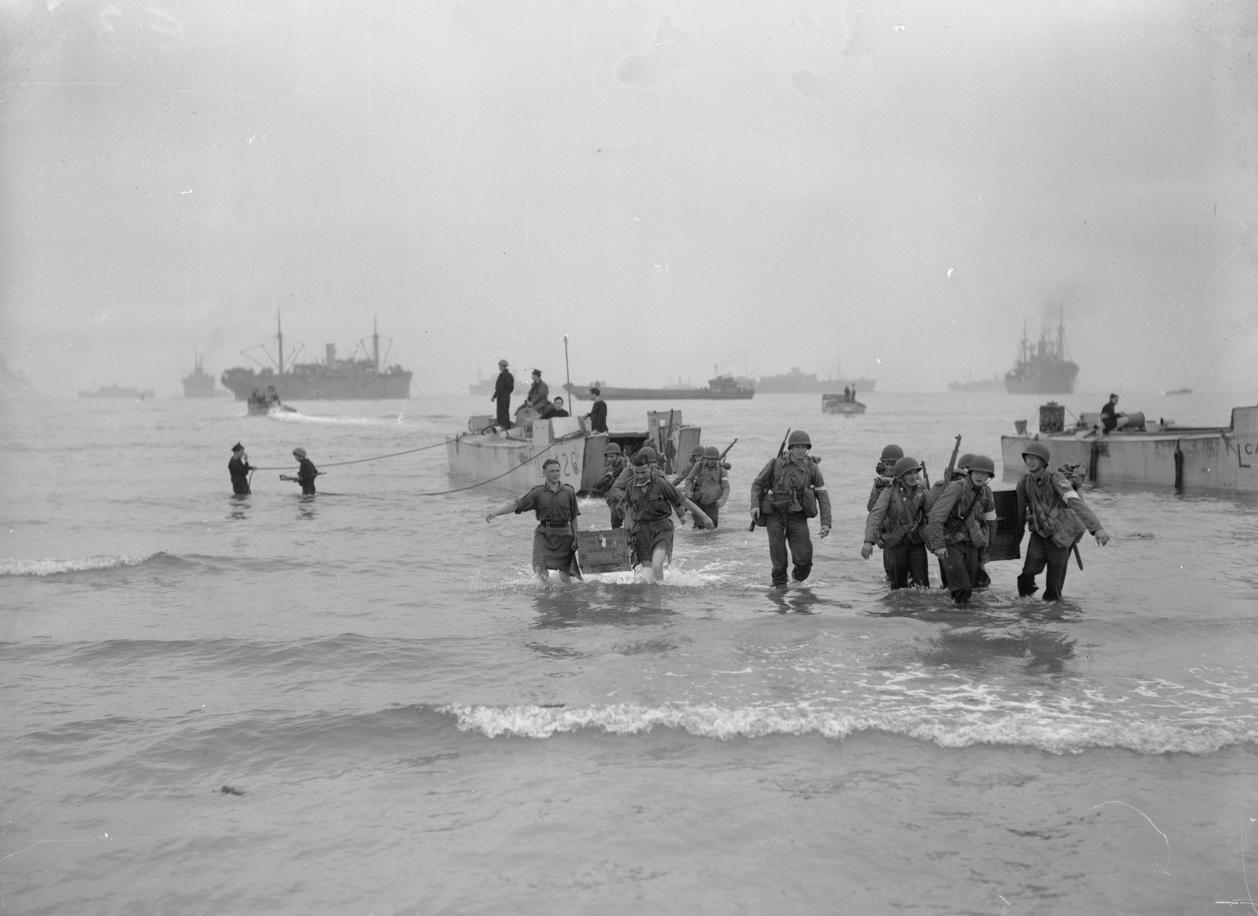
Troupes américaines débarquant à Arzew (Algérie française) pendant l'opération Torch.

À l'automne 1940, l'Afrique-Occidentale française (AOF) demeure encore dans le giron vichyste, de même que l'Afrique française du Nord, l'Indochine française, les Antilles françaises, la Guyane, Saint-Pierre-et-Miquelon, Djibouti et Madagascar, mais aussi la Syrie et l'État du Grand Liban, administrés par la France sous un régime de mandat de la Société des Nations, ainsi que les concessions françaises en Chine de Kouang-Tchéou-Wan et de Shanghai.
L'AOF, pratiquement coupée de la métropole, doit compter sur l'autosuffisance pour survivre, alors que les exportations s'effondrent. L'artisanat traditionnel reprend une certaine vie à cette occasion. Mais le rationnement est sévère, et la surveillance sociale est généralisée, relayée notamment par les sections locales de la Légion française des combattants. À Madagascar, l'économie locale, menacée d'asphyxie, est sauvée par les avances des banques et un certain renouveau de l'économie familiale traditionnelle.
À la fin septembre 1940, Britanniques et Forces françaises libres (FFL) subissent un échec devant Dakar qui compromet temporairement la prise de contrôle de l'AOF. Dès novembre, les Forces françaises libres placée sous le commandement de Leclerc débarquent au Gabon et en prennent le contrôle par la force. Ils parachèvent ainsi le ralliement de l'Afrique-Équatoriale française.
Par la suite, en décembre 1941, les Forces navales françaises libres de l'amiral Muselier s'imposent à Saint-Pierre-et-Miquelon, contre l'avis du gouvernement américain.
Par ailleurs, après que le général Dentz commandant l'armée française au Levant ait accordé une base à l'aviation allemande pour bombarder les forces britanniques en Irak et livré ses réserves d'armes aux troupes irakiennes combattant les mêmes Britanniques, ces derniers et les FFL et les Alliés s'emparent de la Syrie et du Liban qui passent ensuite, non sans peine, sous le contrôle de la France libre.
En mai 1942, Churchill fait débarquer ses forces à Madagascar, sans leur associer les FFL : les autorités vichystes ne présentent leur capitulation qu'en novembre, au moment du débarquement allié en Afrique du Nord. Madagascar connaît alors une administration britannique durant plusieurs mois, jusqu'en janvier 1943 : le Royaume-Uni remet alors officiellement la grande île à Paul Legentilhomme, représentant de la France libre.
Les Forces françaises libres prennent durant la même période le contrôle de l'île de La Réunion, où un débarquement a lieu le 28 novembre 1942 et maîtrise rapidement les autorités vichystes, ainsi que de la côte française des Somalis.

## La Résistance française en Afrique du Nord et la libération de l'AFN

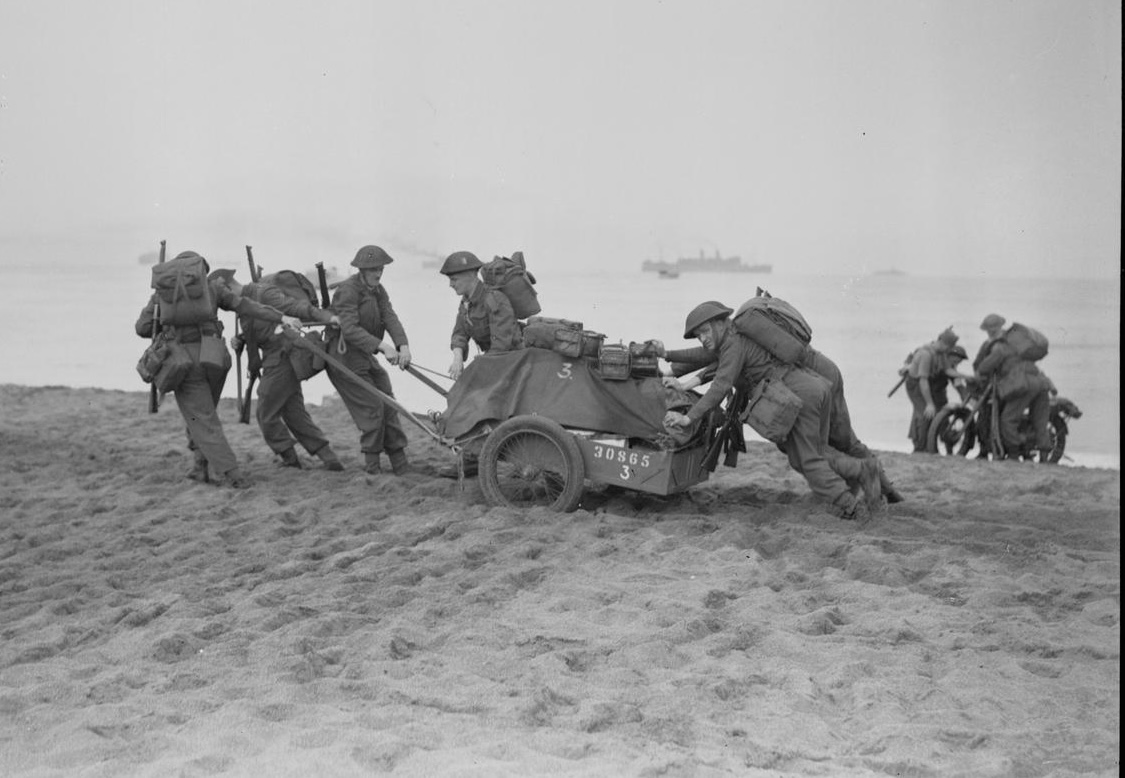
Troupes britanniques débarquant à Alger en novembre 1942.

En Afrique française du Nord (AFN), et plus particulièrement en Algérie française, des groupes se constituent dès 1940 autour de quelques hommes comme le commissaire de police Jean Achiary, chef de la brigade de surveillance du territoire, l'ingénieur Jean L'Hostis (à Alger) ou le jeune chef d'entreprise Roger Carcassonne (à Oran). En mars 1941, Carcassonne est mis en relation avec l'officier Henri d'Astier de la Vigerie, récemment arrivé de métropole, qui devient l'un des meneurs de la résistance en Algérie. José Aboulker, étudiant en médecine démobilisé en 1941, commence à recruter dans les milieux universitaires. Les réseaux de résistance comptent bientôt, en Algérie, une majorité de membres de la communauté juive locale, bien que selon les témoignages, la qualité de « patriote français » semble avoir primé sur celle de Juif. La résistance algérienne se développe en l'absence de liens concrets avec la France libre, les tentatives de prise de contact avec Londres ayant échoué. D'abord composée de groupes informels, la résistance en Algérie s'unifie progressivement. Deux courants relativement distincts se développent en Afrique du Nord française : une résistance axée sur l'action politique et les contacts avec l'étranger, comptant une forte proportion d'hommes d'extrême-droite, et une branche davantage « paramilitaire », comptant des gaullistes et des hommes de gauche. Les deux courants parviennent à s'accorder, grâce notamment à l'entente parfaite entre Henri d'Astier de la Vigerie et José Aboulker. À la fin du mois de mai 1942, la branche politique de la résistance trouve un chef en la personne du général Henri Giraud qui, contacté par Jacques Lemaigre Dubreuil, accepte de rejoindre la conspiration. Il est représenté en Afrique du Nord par le général Mast:365. Au Protectorat français du Maroc, la conjuration est rejointe par des dirigeants civils et militaires comme le général Béthouart. Sur le plan des forces militaires, les activités de résistance de l'Armée d'Afrique se bornent pour l'essentiel, dans les pays du Maghreb - avec la complicité de Weygand pendant le séjour africain de ce dernier - à dissimuler des stocks d'armement, qui sont plus tard utilisés contre l'Axe au cours du conflit,:109.
L'une des actions les plus significatives de la Résistance française extérieure, par ses circonstances et par ses effets, a lieu le 8 novembre 1942 à Alger, permettant le succès de l'opération Torch, le débarquement allié en Afrique du Nord : selon les accords passés secrètement à Cherchell, le 23 octobre 1942, entre la Résistance algéroise et le commandement allié, 400 résistants mal armés, commandés par José Aboulker et dont les deux tiers était juifs, neutralisent à eux seuls, le 8 novembre 1942, les batteries côtières de Cherchell, ainsi que le XIXe corps d'armée d'Alger pendant une quinzaine d'heures, investissant les états-majors, les commissariats, les centraux téléphoniques, et radio-Alger:367. Ils occupent pour cela, pendant la nuit du 7 au 8 novembre, presque tous les points stratégiques, et réussissent à arrêter le général Juin, commandant en chef, ainsi que l’amiral Darlan, inopinément présent à Alger cette nuit-là, contribuant largement à la réussite du débarquement allié. Le 8 novembre au soir, Juin obtient l'accord de Darlan pour ordonner un cessez-le-feu à Alger:57.
En revanche, à Oran et au Maroc français, où les groupes de résistance échouent dans une action similaire, les troupes de Vichy livrent un combat sanglant contre les forces américaines et britanniques, et les tiennent en échec pendant trois jours. Darlan, après avoir d'abord refusé d'ordonner le cessez-le-feu à Oran et au Maroc, finit par obtempérer aux injonctions et aux menaces du général américain Clark. Mohammed V, de son côté, conseille au résident général Noguès d'arrêter les combats. Ceux-ci ne prennent fin que le 10 novembre, après que Noguès a reçu l'ordre de cessez-le-feu de Darlan. Entretemps, dès les premiers jours du débarquement anglo-américain en Algérie et au Maroc, les troupes allemandes et italiennes envahissent le territoire tunisien. Des rafles de Juifs tunisiens sont effectuées par les Allemands dans les mois qui suivent, aboutissant à la création de camps d'internement ; la principale, celle de Tunis a lieu le 9 décembre 1942. Environ 5000 Juifs de Tunisie sont victimes d'internement dans des camps de travaux forcés.
Jusqu'à la mi-1943, les territoires libérés en Afrique française du Nord connaissent une situation politique complexe, alors que les combats contre les Allemands et les Italiens se poursuivent en Tunisie. Darlan, rallié aux Alliés, est maintenu au pouvoir comme Haut-Commissaire et prétend toujours, bien que condamné par Vichy, gouverner au nom du maréchal Pétain. Arguant de la situation militaire en Tunisie, Darlan fait le choix de l'immobilisme politique, ne touche pas à la législation vichyste en maintenant l'abrogation du décret Crémieux en continuant ainsi à priver les Juifs d'Algérie de la citoyenneté française et ignore les requêtes de Ferhat Abbas sur l'émancipation des musulmans. Après l'assassinat de Darlan le 24 décembre 1942, Giraud, devenu chef des forces militaires françaises en Afrique, exerce le pouvoir en tant que chef du Commandement en chef français civil et militaire. Lui aussi s'abstient initialement de toucher à la législation de Vichy, s'entourant d'une équipe très marquée à droite et nommant Peyrouton gouverneur général de l'Algérie en janvier 1943. La pression des Alliés et l'arrivée en mars de Jean Monnet, envoyé par Franklin Roosevelt pour conseiller Giraud, aboutissent cependant à un retour graduel à la démocratie et à l'abandon progressif d'une partie de la législation de Vichy.

## L'empire colonial réunifié et la montée des indépendantismes
François Darlan avait obtenu le ralliement à sa cause de l'Afrique-Occidentale française grâce au soutien du gouverneur général Pierre Boisson. Après la mort de Darlan, l'AOF demeure dans le camp du général Giraud:60-63. Des contacts s'amorcent cependant entre les deux camps et, en janvier 1943, de Gaulle et Giraud se rencontrent, en présence de Churchill et Roosevelt, lors de la conférence de Casablanca. En Algérie, les conseils nommés disparaissent et les assemblées élues sont rétablies. Marcel Peyrouton, en tant que gouverneur général de l'Algérie, préside donc au démantèlement progressif des réformes vichystes qu'il avait lui-même promulguées en 1940, en tant que ministre de l'intérieur. L'abolition du décret Crémieux est cependant maintenue en mars 1943, sur décision de Giraud.

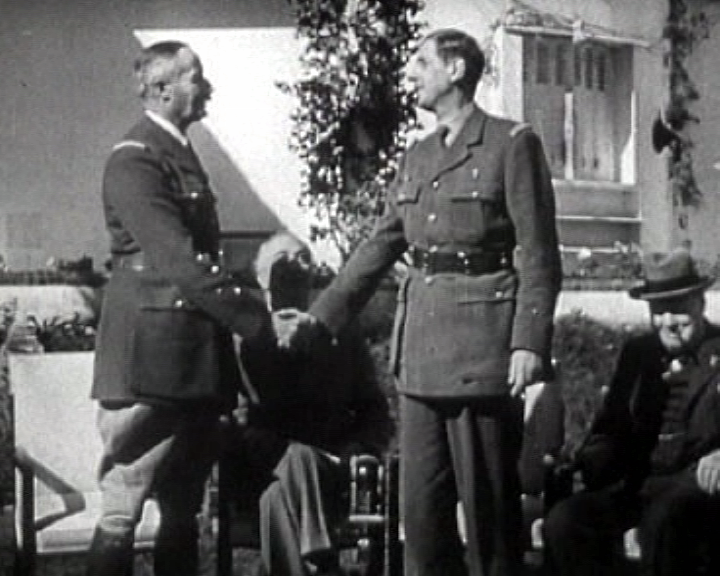
Poignée de main entre Henri Giraud et Charles de Gaulle lors de la conférence de Casablanca.

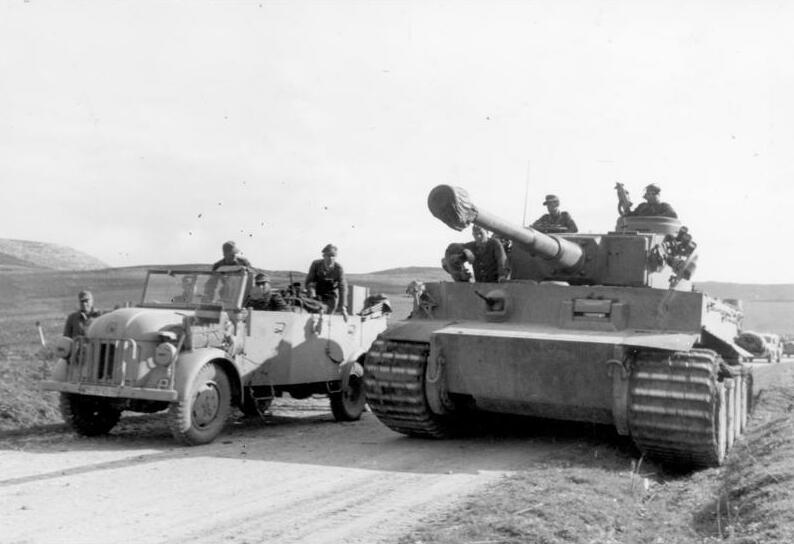
Panzers allemands pendant la campagne de Tunisie.

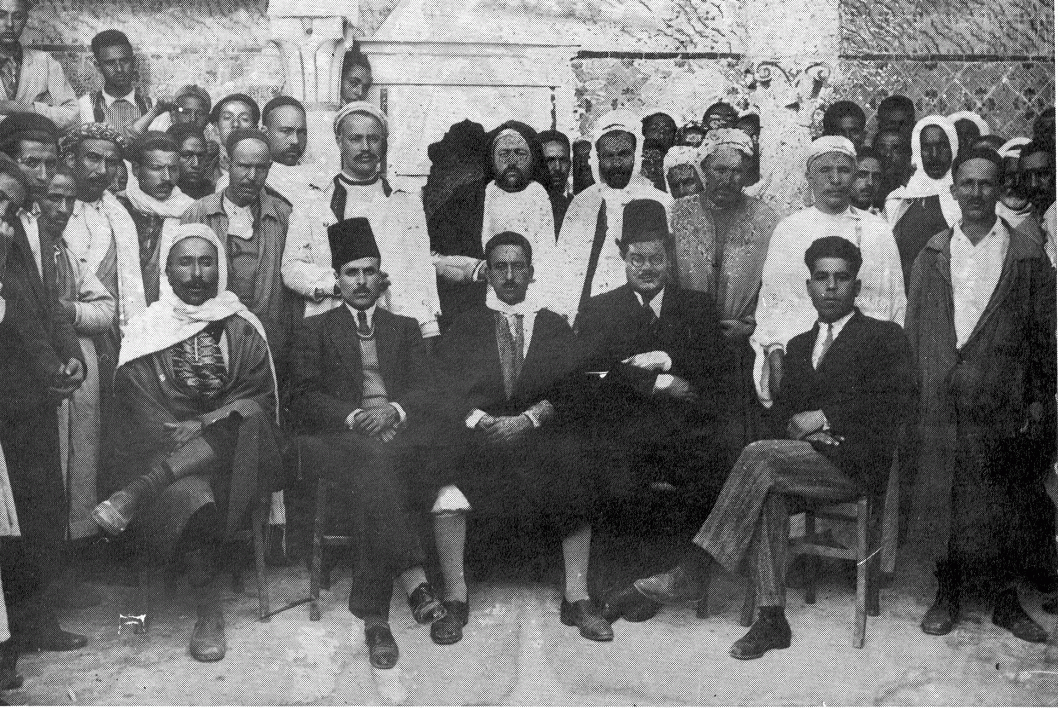
Membres du Néo-Destour en 1934.

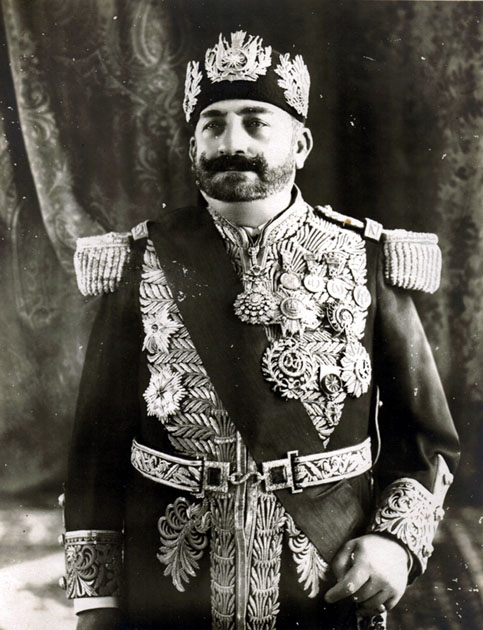
Moncef Bey.

En Tunisie, les forces de l'Axe s'emploient à favoriser les indépendantistes. Le 7 janvier 1943, à la demande du souverain Moncef Bey, Habib Bourguiba, chef du Néo-Destour, et ses camarades sont libérés par les Allemands de leur lieu de détention au fort militaire de Vancia près de Lyon. Accueilli à Rome comme un chef d'État, il s'abstient de se compromettre trop ouvertement, bien qu'acceptant de s'exprimer à la radio italienne. En janvier 1943, Moncef Bey - successeur d'Ahmed Bey mort le 19 juin 1942 - nomme M'hamed Chenik à la tête d'un nouveau gouvernement, sans consultation préalable du Résident Général Esteva, comptant des membres proches des milieux nationalistes. Revenu en Tunisie le 8 avril 1943, Bourguiba rend visite au souverain Moncef Bey, au Résident Général Esteva et à l'ambassadeur allemand Rahn mais ne s'intègre pas explicitement au camp de l'Axe. Le 7 mai 1943, Bourguiba se réfugie temporairement dans la clandestinité, pour échapper tout d'abord aux Allemands qui voulaient le faire partir en Allemagne et ensuite aux Français qui voulaient l'arrêter .
Le 10 mai 1943, les Britanniques humilièrent le souverain Moncef Bey en le forçant à quitter son palais de Hammam-Lif et à les suivre jusqu'à Tunis pour l'amener à stationner sa voiture devant une entrée secondaire du siège du Résident Général de France. Il fut accueilli respectueusement par le secrétaire général Binoche, surpris de cette présence, et ramené à son palais. Les forces de l'Axe capitulèrent le 13 mai. Le 14 mai 1943, après sa destitution décidée par le général Giraud, Moncef Bey fut amené manu militari en exil à Laghouat en Algérie. Le Bey de camp Lamine Bey lui succéda. Le Néo-Destour fut interdit, alors que certains de ses militants les plus compromis dans la collaboration avaient fui avec l'Axe. 
En Algérie, Ferhat Abbas avait envoyé le 10 avril 1941 au maréchal Pétain un rapport intitulé « L'Algérie de demain », attirant son attention sur le sort des indigènes musulmans et réclamant prudemment des réformes : Pétain avait répondu poliment, tout en s'abstenant de s'engager. Le 31 mars 1943, après la libération de l'Algérie, Ferhat Abbas va nettement plus loin en présentant au gouverneur général Marcel Peyrouton le « Manifeste du peuple algérien », qui réclame « la condamnation et l'abolition de la colonisation », la liberté et l'égalité pour tous les habitants de l'Algérie, une réforme agraire et la reconnaissance de la langue arabe. Le projet est soumis à la « Commission des réformes économiques et sociales musulmanes », tout juste créée par Peyrouton. Mais le général Georges Catroux, successeur de Peyrouton, rejette ensuite catégoriquement le manifeste : Ferhat Abbas est, de septembre à décembre, assigné à résidence à In Salah par le CFLN. De Gaulle répond par la suite en partie à ces réclamations : par les décrets du 7 mars 1944, il permet l'accession de dizaines de milliers de musulmans à la citoyenneté française, sans pour autant toucher au statut coranique, et constitue des assemblées locales comptant deux cinquièmes d'élus indigènes. Abbas et ses amis jugent cependant ces concessions insuffisantes:108-110.
En juin 1943, le Commandement en chef français civil et militaire de Giraud et le Comité national français de de Gaulle réalisent leur fusion au sein du Comité français de la Libération nationale (CFLN), ce qui réunifie l'empire colonial français - à l'exception de l'Indochine - sous la tutelle des forces de résistance. Dans un discours du 18 juin 1943, de Gaulle salue « l'Empire fidèle, base de départ pour le redressement du pays ». Les derniers pans de la législation vichyste sont progressivement abandonnés en Afrique : le décret Crémieux est ainsi rétabli en octobre 1943 sous un prétexte technique, rendant leur citoyenneté française aux Juifs d'Algérie:383.
L'Armée d'Afrique, au sein de l'Armée française de la Libération, tient ensuite une place importante dans les combats sur le sol européen, durant la campagne d'Italie, puis la libération de la France, sous la direction d'officiers comme Alphonse Juin (au sein du Corps expéditionnaire français en Italie), Jean de Lattre de Tassigny (au sein de la 1re armée) ou Philippe Leclerc de Hautecloque (au sein de la 2e DB).
Les visées indépendantistes se précisent également au Maroc, où le sultan Mohammed V a été encouragé en ce sens par ses contacts avec les Anglo-américains. Le 10 décembre 1943 est créé le Parti de l'Istiqlal qui diffuse, le 11 janvier 1944, un manifeste approuvé par le sultan, réclamant « l'indépendance du Maroc dans son intégrité territoriale ». Le résident général Gabriel Puaux, après avis du CFLN, rejette catégoriquement le manifeste, ce qui entraîne dans les semaines suivantes des émeutes à Rabat et à Fez : quatre Européens sont assassinés, et plusieurs dizaines de Marocains périssent à la suite de la répression des émeutes par la troupe. Des centaines d'arrestations ont lieu:103-104.
En Syrie et au Liban, les indépendantistes engagent une épreuve de force avec les Français. Au Liban, Jean Helleu, nommé par la France libre représentant au Levant, s'oppose à la modification de la constitution par le président libanais nouvellement élu, Béchara el-Khoury : la Chambre de Beyrouth passe outre et abolit le mandat français en novembre. Le 11 novembre 1943, Helleu fait arrêter le président libanais et son chef du gouvernement Riyad es-Solh. Face aux violentes manifestations qui éclatent dans tout le Liban, Georges Catroux est envoyé en urgence pour rétablir le calme et accepte le 22 novembre le principe de l'indépendance du Liban, qui entre en vigueur le 1er janvier suivant. L'indépendance de la Syrie est reconnue en avril 1944 par l'URSS et en septembre par les États-Unis. En mai 1945, de violents troubles anti-français en Syrie amènent les Britanniques à intervenir pour ramener l'ordre. Le 3 juin 1945, civils et militaires français évacuent Damas:93-95.
En Chine, dans un tout autre contexte, la France perd en 1943 le contrôle de ses quelques territoires. Kouang-Tchéou-Wan est occupé par les Japonais. Dans la concession française de Shanghai, restée sous la lointaine tutelle de Vichy, la communauté française est parcourue de divisions entre sympathisants vichystes et gaullistes. En 1943, Vichy se résout sous la pression japonaise à abandonner la concession. Le 30 juillet 1943, le consul général Roland de Margerie remet officiellement les clés de la concession française au maire de Shanghai Cheng Gengbo, rétrocédant le territoire au gouvernement collaborateur chinois de Wang Jingwei. La rétrocession des territoires chinois est avalisée, après le conflit mondial, par l'accord franco-chinois de 1946 entre la France et le gouvernement de Tchang Kaï-chek[réf. souhaitée].
Du 30 janvier au 8 février 1944, au Congo français, a lieu la conférence de Brazzaville, qui aboutit à la suppression de l'Indigénat. Le texte final, rédigé conformément aux souhaits du général de Gaulle, s'oppose cependant à l'idée d'émancipation des peuples colonisés en repoussant « toute idée d'autonomie, toute possibilité d'évolution hors du bloc français de l'Empire : la constitution éventuelle, même lointaine, de self-governments dans les colonies est à écarter »:76-80.
Si la conférence de Brazzaville ne constitue que les prémices de la décolonisation, les troubles éclatent en Algérie française dès la fin du conflit mondial en Europe. Le 1er mai, des militants du Parti du peuple algérien de Messali Hadj se heurtent aux forces de l'ordre à Alger et à Oran : trois personnes trouvent la mort:110. Le 8 mai 1945, au cours du défilé de la victoire contre l'Allemagne, des heurts entre la police et les indépendantistes ont lieu à Sétif : un manifestant musulman est tué. Cet incident entraîne de violentes émeutes, qui dégénèrent pour aboutir aux massacres de Sétif et Guelma. À Sétif, 21 Européens sont tués par les musulmans : le mouvement insurrectionnel s'étend aux campagnes avoisinantes, faisant une centaine de victimes européennes. La répression appliquée par la troupe française est particulièrement violente et fait plusieurs milliers de victimes : l'administration française reconnaîtra un chiffre, probablement très inférieur à la réalité, de 1 500 victimes musulmanes, tandis que les indépendantistes avanceront des chiffres, sans doute exagérés, de 40 000 victimes, voire plus.
Si l'indépendantisme triomphe au Levant et se développe en Afrique du Nord, la situation la plus tendue est cependant, en 1945, celle vécue par l'Indochine française, qui représente un cas à part.

## Le cas de l'Indochine française

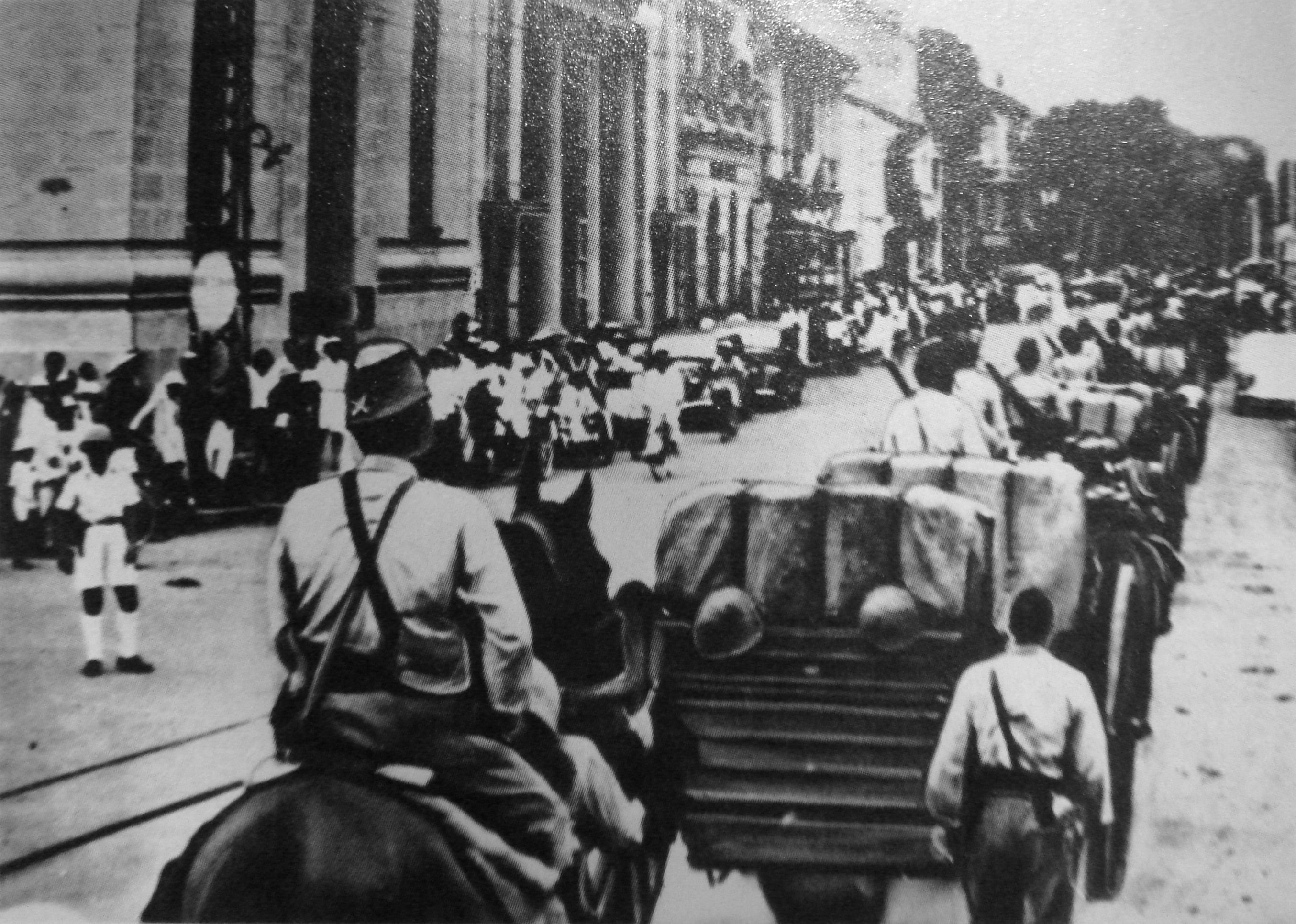
Troupes de l'Armée impériale japonaise à Saïgon en 1941.

### Occupation japonaise et conflit avec la Thaïlande
Éloignée du terrain d'action européen, l'Indochine française doit faire face aux exigences de l'empire du Japon, qui souhaite pouvoir y faire transiter ses troupes pour couper le ravitaillement de la République de Chine à laquelle l'oppose une guerre depuis 1937. En juin 1940, le gouverneur Georges Catroux cède à certaines demandes japonaises en interdisant le trafic vers Kunming. Le gouvernement de Vichy, mécontent, le remplace par l'amiral Jean Decoux, qui prend ses fonctions fin juillet (sur le chemin du retour, Catroux profite de son escale à Singapour pour rejoindre la France libre). Le 30 août, Vichy signe un accord avec le Japon donnant satisfaction aux demandes de ce dernier et reconnaissant sa position privilégiée en Extrême-Orient, en échange de la reconnaissance de la souveraineté française sur l'Union indochinoise. Le 22 septembre 1940, devant les lenteurs de l'application de l'accord, les troupes japonaises de l'Armée du Guandong réalisent une invasion du territoire indochinois, afin d'y stationner leurs forces et de couper la route d'approvisionnement des Chinois. Dans les semaines qui suivent, l'Indochine connaît un conflit avec la Thaïlande qui cesse grâce à la médiation japonaise et à l'issue duquel la Thaïlande annexe les provinces de Battambang et Siem Reab, prises au Protectorat du Cambodge, ainsi que le Pak-Lay et le Bassac, prises au Protectorat du Laos:44-46. La Thaïlande soutient par ailleurs le mouvement indépendantiste cambodgien des Khmers issarak.
Le 16 mai 1941, le gouvernement de Vichy signe avec le Japon un accord concédant à ce dernier la clause de la nation la plus favorisée et accordant concessions minières, agricoles et hydrauliques à des sociétés franco-nippones, ainsi que d'importantes livraisons de riz au Japon. Le 29 juillet 1941, l'amiral Darlan signe avec l'ambassadeur japonais Kato un protocole établissant une « défense commune » et permettant l'installation des troupes japonaises jusqu'en Cochinchine : avant même l'application des accords Darlan-Kato, l'armée nippone s'installe en Cochinchine et au Cambodge, où elle utilisera les pistes d'envol pour des missions contre la Malaisie britannique lors de l'invasion de fin 1941. La présence japonaise, avec environ 50 000 hommes sur l'ensemble de l'Indochine française, n'est cependant pas une occupation comparable à celle de la France métropolitaine par l'Allemagne, du moins pas jusqu'en 1945:47,.

### L'Indochine sous administration vichyste
L'Indochine française, sous le gouvernement général de l'amiral Decoux nommé par le maréchal Pétain, conserve ensuite une administration vichyste, qui demeure en place y compris après la disparition du régime de Vichy en Europe. Dans une Indochine très éloignée de l'Europe, et où les contacts avec la France sont réduits au minimum du fait du conflit mondial, les mots d'ordre de la révolution nationale sont appliqués avec un zèle atteignant « des sommets inconnus dans la métropole »:86. L'Indochine connaît également une grande diffusion du culte de la personnalité de Pétain:54-55. Juifs et francs-maçons sont épurés de l'administration coloniale, et les gaullistes réels ou présumés sont réprimées : des personnes tentant de rallier la France libre sont emprisonnées, de même que les agents des FFL tentant de pénétrer dans la colonie, comme Pierre Boulle. Les articles pro-allemands publiés par certains journaux indochinois comme L'Impartial, sont par contre tolérés. Decoux, nommé haut-commissaire pour le Pacifique, envisage également d'organiser avec les Japonais une action commune pour reprendre la Nouvelle-Calédonie à la France libre, mais Vichy l'en dissuade. Les corps élus sont mis en sommeil : un arrêté du 27 juin 1941 crée un Conseil fédéral, composé de 25 conseillers autochtones. Mais le souci de forger « une conscience commune indochinoise » conduit le 31 mai 1943 à créer un Conseil fédéral de l'Indochine, dont les membres sont choisis et nommés par le gouverneur général sur des listes établies par les diverses organisations professionnelles. Les assemblées ainsi nommées ne prétendent pas représenter autre chose que l'élite des sociétés coloniales et autochtones. Des organisations de jeunesse (centres d'accueil, colonies de vacances, activités sportives) sont mises en place avec volontarisme,:85-87.
Decoux mène de réels efforts en direction des populations indigènes, créant 4800 écoles rurales pour combattre l'analphabétisme, favorisant l'accès à la fonction publique pour les autochtones, et menant de grands travaux publics, touchant aux routes, aux ponts, à l'hydraulique agricole et à l'urbanisme:85-86. Sur le plan politique, Decoux s'attache à développer la personnalité politique des États fédérés de l'Union indochinoise et multiplie les hommages destinés à rehausser le prestige des souverains, malgré le maintien d'un contrôle politique:84-85. Au Protectorat du Cambodge, après la mort du roi Sisowath Monivong, Decoux choisit en 1941 le prince Norodom Sihanouk, alors âgé de dix-neuf ans, pour être le nouveau souverain:119. Au Protectorat du Laos, le royaume de Luang Prabang bénéficie d'une autonomie légèrement accrue, et, pour compenser les pertes de territoire au profit de la Thaïlande, voit sa souveraineté étendue aux provinces du Haut-Mékong, de Xieng Khouang et de Vientiane. Renonçant à ses droits dynastiques, le prince Phetsarath Rattanavongsa devient en contrepartie premier ministre et vice-roi à Luang Prabang.

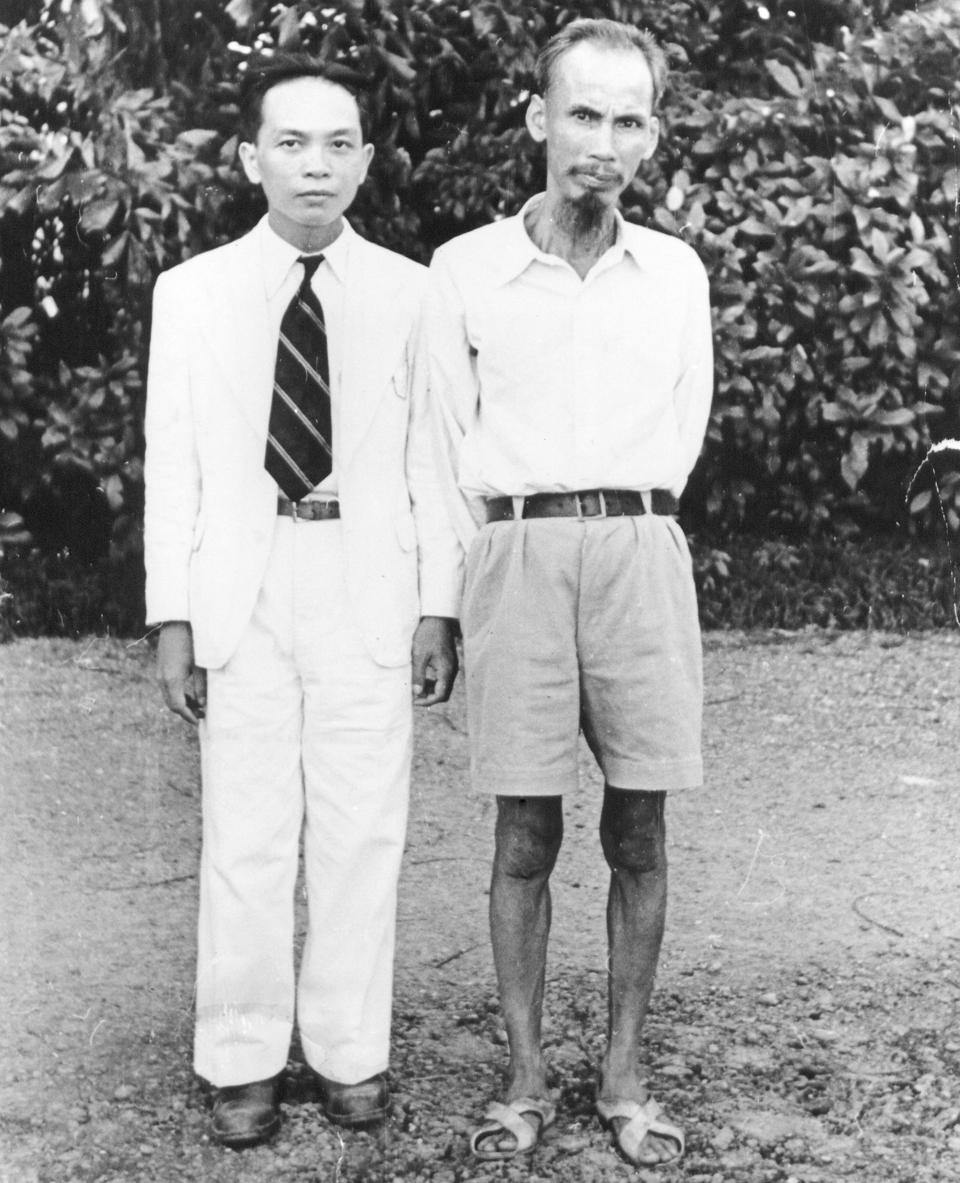
Võ Nguyên Giáp et Hô Chi Minh, chefs du Việt Minh, en 1942.

Parallèlement, en mai 1941, Nguyên Aï Quoc, alias Hô Chi Minh, revient en Indochine après trente ans d'absence et se cache dans les montagnes à proximité de la frontière chinoise. Au cours d'une réunion clandestine du Parti communiste indochinois, il préside à la création du Việt Minh, la « Ligue pour l'indépendance du Viêt Nam », qui se veut un « large front national » rassemblant l'ensemble des classes sociales vietnamiennes. Mais en août 1942, retourné dans son repaire en Chine, Hô Chi Minh est arrêté par le gouvernement du Kuomintang. En son absence, le Việt Minh crée petit à petit des maquis dans les montagnes et prend progressivement le contrôle d'une série de villages, où il s'impose aux minorités locales. Hô Chi Minh sort de prison à l'automne 1943, dans des circonstances mal connues, probablement à la suite d'un changement de politique des Chinois : certains ont évoqué une possible intervention en sa faveur de la part des États-Unis, qui considèrent le chef indépendantiste vietnamien, dont ils ignorent la vraie identité et l'affiliation communiste, comme un atout potentiel. Les réseaux Việt Minh travaillent en relation avec les services des Alliés, tant ceux de la République de Chine que l'OSS américain, auxquels ils apportent des informations et qui leur envoient des armes,. L'activisme indépendantiste vietnamien inquiète suffisamment le gouvernement général pour que les patrouilles se multiplient, contraignant le Việt Minh, à la fin 1943, à se replier dans les zones les plus escarpées:66-68.
L'indépendantisme se manifeste également, de manière plus modeste, au Protectorat du Cambodge, où les Japonais jouent la carte de l'alliance avec les nationalistes locaux, et avec le clergé bouddhiste. Le 18 juillet 1942, le bonze Hem Chieu, professeur de l'Institut bouddhique et un autre moine, sont soupçonnés d'activités subversives et arrêtés par les Français. Le 20 juillet, Pach Chhoeun, rédacteur en chef du journal anticolonialiste Nagaravatta, prend la tête dans les rues de Phnom Penh de deux mille manifestants, dont de nombreux moines, pour protester contre ces arrestations. La manifestation, connue sous le nom de « révolte des ombrelles », dégénère en émeute, réprimée par la police. Pach Chhoeun est arrêté, et Hem Chieu, déporté au bagne. Son Ngoc Thanh, responsable de Nagaravatta, s'enfuit en Thaïlande, puis au Japon. La « révoltes des ombrelles » est la première manifestation publique et notable du jeune nationalisme khmer:50, si l'on excepte la guérilla, encore très modeste et alors quasiment inactive, des Khmers issarak.
Dans toute l'Indochine, les Japonais, en difficulté dans la guerre du Pacifique, favorisent les nationalistes locaux, comme les caodaïstes viêts. À l'hiver 1944, le Viet minh se manifeste à nouveau, en formant un embryon d'armée et en attaquant quelques postes français dans les régions montagneuses de Dinh Ca et de Nguyen Binh.

### Les réseaux de résistance en Indochine
Avec l'occupation japonaise, des réseaux de résistance française se forment, fournissant des renseignements aux Alliés, notamment aux sections de la France libre en Chine. En juillet 1943, François de Langlade est envoyé à Calcutta par le Comité français de la Libération nationale (CFLN), pour diriger un service de renseignements sur l'Indochine. La formation d'un corps expéditionnaire, dont la responsabilité devra être assumée par le général Blaizot, est décidée à la fin de l'année. Decoux prend contact avec les autorités françaises d'Alger, mais n'est pas envisagé comme chef de la résistance locale, son pétainisme le disqualifiant:56-57.
En février 1944, le général Eugène Mordant, chef de l'armée française en Indochine, est choisi par le CFLN comme responsable de la libération du territoire : il ne reçoit le message signé par de Gaulle qu'en avril. À partir de juillet 1944, l'Indochine commence à être bombardée par les États-Unis. Dans le courant du mois, Langlade, parachuté dans le nord-Tonkin, rencontre à Hanoï Mordant et son second, le général Aymé. Langlade cherche à rencontrer également Decoux, mais ce dernier est en déplacement. Mordant est confirmé le 23 août comme chef de la résistance et, le 4 septembre 1944, comme délégué du Gouvernement provisoire de la République française (GPRF), désormais au pouvoir en France métropolitaine:56-57,:123. Des commandos alliés sont parachutés sur place. Entretemps, du fait de la fin du régime de Vichy en Europe, Decoux a pris les pleins pouvoirs, comme il le prévoyait « en cas de rupture des communications avec la métropole ». Il reconnaît l'autorité du GPRF, et envoie à Paris des messages conseillant la prudence, qui ne reçoivent pas de réponse. Le 27 octobre, Decoux découvre le rôle de Mordant : surpris et irrité, il menace de démissionner si les pleins pouvoirs ne lui sont pas confirmés. Langlade est alors à nouveau parachuté en Indochine et rencontre Decoux pour lui enjoindre de demeurer à son poste et de nommer Mordant inspecteur général, tout en lui servant de « paravent ». Dans les faits, l'Indochine vit durant les mois suivants sous un système bicéphale : Mordant, le seul à être en communication directe avec Paris, se considère comme le véritable patron et tient Decoux en défiance. La résistance française demeure limitée à l'activité de quelques centaines de personnes, qui imitent les méthodes de métropole et ne font pas participer les autochtones:56-60. Un plan est défini pour mettre en place de réseaux de guérilla, en vue de la libération de l'Indochine, mais les moyens manquent cruellement et le secret des opérations est médiocrement gardé.

### Le début de la famine en territoire vietnamien
L'économie de l'Indochine est en outre durement éprouvée par les conditions de la guerre : la pénurie alimentaire s'accompagne d'une hausse excessive du prix du riz. La récolte de 1944-45, très insuffisante, aggravée encore par la politique de réquisitions des Japonais et par les bombardements alliés qui désorganisent les transports, provoque au début de 1945 une terrible famine au Tonkin : en janvier-février 1945, des populations se lancent, dans des conditions désastreuses, dans une vaste migration pour atteindre des régions où la récolte est censée avoir été meilleure. Environ 50 000 personnes périssent durant l'exode. La famine vietnamienne se poursuit dans tout le courant de l'année 1945 : le nombre total de victimes est inconnu, mais estimé au moins à plusieurs centaines de milliers. Les sociétés rurales sont déstabilisées, faisant le jeu du Việt Minh.

### Le coup de force japonais
En mars 1945, craignant une incursion alliée, les Japonais réalisent un coup de force contre les Français et prennent le contrôle de l'Indochine. Decoux est mis aux arrêts et Mordant, qui mène durant quelques heures une résistance militaire, est également capturé. Plusieurs milliers de Français périssent, lors des combats ou dans les camps japonais. Les Alliés ne bougent pas : la République de Chine ne souhaite pas aider les colonisateurs français, pas plus que les États-Unis, qui ordonnent au chef de leur aviation en Chine, le général Chennault, de ne pas intervenir. Les Japonais décrètent le démantèlement de l'Union indochinoise et demandent aux souverains locaux de proclamer les indépendances de leurs royaumes, et leur intégration dans la Sphère de coprospérité de la grande Asie orientale.
Bảo Đại accepte de proclamer l'indépendance du Việt Nam et de collaborer avec les Japonais : le territoire vietnamien est reconstitué par l'union du Tonkin et de l'Annam, à l'exception de la Cochinchine, que les Japonais administrent directement; un gouvernement est fondé, présidé par Tran Trong Kim, et tente de gérer une situation critique alors que la famine s'aggrave encore au Tonkin:65-66. Au Cambodge, Norodom Sihanouk proclame également l'indépendance, et forme un gouvernement dont il prend lui-même la tête, évitant cependant de trop se compromettre avec les Japonais. Sisavang Vong, roi de Luang Prabang, refuse par contre de proclamer l'indépendance du Protectorat du Laos, que les Japonais finissent par imposer le 4 avril, avec l'accord du premier ministre indépendantiste, le prince Phetsarath Rattanavongsa. En mai, les Japonais font revenir d'exil Son Ngoc Thanh, qui se voit attribuer le poste de ministre des affaires étrangères au Cambodge.
Des actions de résistance, d'ampleur souvent réduite faute de moyens et d'ordres précis, sont alors menées en parallèle, par les unités rescapées de l'armée française qui effectuent une difficile retraite vers la Chine, par des maquis franco-laotiens, par des commandos français et britanniques parachutés, et dans une autre mesure par le Việt Minh, qui prend le contrôle de différentes localités du pays en y établissant des « comités révolutionnaires populaires ».
Le 24 mars, le GPRF émet une proclamation relative à l'Indochine. Le texte préconise pour l'Union indochinoise, après sa libération, une nouvelle organisation politique et un nouveau statut, qui concerne le reste de l'Empire : la proclamation stipule que « La Fédération indochinoise formera avec la France et les autres parties de la communauté une "Union française" dont les intérêts à l'extérieur seront représentés par la France. (…) Les cinq pays qui composent la Fédération indochinoise et qui se distinguent entre eux par la civilisation, la race et les traditions, garderont leur caractère propre à l'intérieur de la fédération. »:287-288. C'est à cette occasion que le terme d'Union française, qui désigne officiellement l'empire colonial français après 1946, fait son apparition. De Gaulle décide officiellement de la formation d'un Corps expéditionnaire français en Extrême-Orient chargé de combattre les Japonais, dont la responsabilité est confiée à Philippe Leclerc de Hautecloque.
Les projets de la France sont cependant contrecarrés, à la fois par les Alliés et par les circonstances de la fin du conflit. À la conférence de Potsdam, sans consulter ni avertir les Français, les Alliés décident que la libération de l'Indochine, ainsi que le maintien de l'ordre et le désarmement des troupes japonaises, seront assurés au sud par les troupes du Royaume-Uni et au nord par celles de la République de Chine. Les Français ne sont informés des décisions alliées que vers le 10 août. La capitulation des Japonais, annoncée officiellement le 14 août, les prend en outre de court.

### À la fin de la guerre: l'Indochine en plein chaos
Après la capitulation du Japon dans la guerre du Pacifique, les troupes japonaises d'Indochine présentent finalement leur reddition au Việt Minh, laissant délibérément l'Indochine française dans une situation chaotique très défavorable aux Français, dont les troupes n'ont pas encore débarqué. Le 14 août, la Cochinchine est rattachée au Viêt Nam par les Japonais, 24 heures avant que le Japon n'annonce officiellement sa capitulation; le même jour, Son Ngoc Thanh, qui s'est auto-proclamé quelques jours plus tôt premier ministre du Cambodge, forme son gouvernement. Au Viêt Nam, Hô Chi Minh décrète un « soulèvement général » afin de prendre le contrôle du pays, prenant de vitesse les Alliés.
Au Laos, le gouvernement indépendantiste demeure également en place. Leclerc arrive à Kandy le 22 août pour préparer le débarquement de ses troupes en Indochine, mais se voit annoncer par Louis Mountbatten que Britanniques et Chinois pénètreront les premiers sur le territoire:79. Entre le 21 et le 23 août, Hô Chi Minh arrive à Hanoï, tandis que le Tonkin vit une situation paradoxale : vainqueurs sur le papier, les Français sont toujours gardés prisonniers par les Japonais, théoriquement vaincus. Alors que les Japonais demeurent l'arme au pied, l'organisation indépendantiste fait bientôt défiler ses troupes dans la ville. Le 22 août, Bảo Đại propose au Viet Minh de former un nouveau gouvernement avec eux mais, sommé d'abdiquer et obtempère le 25 août:128. Au cours de l'épisode dit de la révolution d'Août, le Việt Minh prend le contrôle du nord et d'une partie du sud du territoire vietnamien : le 28 août, un gouvernement provisoire est formé à Hanoï, sous la présidence de Hô Chi Minh; l'ex-empereur Bảo Đại y figure comme conseiller politique. Le 2 septembre, le jour même de la fin officielle du conflit mondial, Hô Chi Minh proclame l'indépendance de la République démocratique du Viêt Nam. Les Français ne reprennent que progressivement et imparfaitement le contrôle de l'Indochine : la situation finit en 1946 par aboutir à la guerre d'Indochine.

### Sources primaires imprimées
- Amiral Jean Decoux, À la barre de l'Indochine. Histoire de mon gouvernement général (1940-1945), Plon, 1949.
- Philippe Franchini, Les Guerres d'Indochine, tome 1, Pygmalion-Gérard Watelet, 1988.
- Philippe Franchini, Les Mensonges de la guerre d'Indochine, Perrin, Paris, 2005.
- Pierre Montagnon, La France coloniale, tome 2, Pygmalion-Gérard Watelet, 1990.
- Claude Paillat, L’Échiquier d'Alger, tome 1 : avantage à Vichy, Robert Laffont, 1966.
- Claude Paillat, L’Échiquier d'Alger, tome 2 : de Gaulle joue et gagne, Robert Laffont, 1967.